# Triton (Q6)
Pour les autres navires du même nom, voir Triton (sous-marin).
Le Triton (Q6) est un sous-marin de la Marine nationale française. Il est la deuxième unité de la classe Sirène, faisant suite au navire de tête, la Sirène (Q5). Lancé le 13 juillet 1901, il a servi durant toute la Première Guerre mondiale, et a été retiré du service en novembre 1919.